# 秩父が浦駅
秩父が浦駅（ちちぶがうらえき）は、長崎県島原市秩父が浦町にあった島原鉄道島原鉄道線の駅（廃駅）である。

## 歴史
- 1964年（昭和39年）4月8日：中央高校前駅（ちゅうおうこうこうまええき）として開業。
- 1990年（平成2年）10月10日：職業訓練校前駅（しょくぎょうくんれんこうまええき）に改称。
- 1993年（平成5年）4月28日：営業休止。
- 1995年（平成7年）4月20日：技術専門校前駅（ぎじゅつせんもんこうまええき）に改称。
- 1996年（平成8年）10月1日：秩父が浦駅に改称[1]。
- 1997年（平成9年）4月1日：約200m北に移転し営業再開。
- 2008年（平成20年）4月1日：島原外港 - 加津佐間の廃線により、廃駅となる。

## 駅構造
単式ホーム1面1線を有する地上駅。ホームは線路の西側に置かれている。駅舎はなく、ホーム上に待合所が設置されている。待合所の安徳方に裏側の道路に出る出入り口がある。無人駅。

## 利用状況
営業最終年度である2007年度の年間乗車人員は12,129人、降車人員は15,015人であった。
| 年度               | 年間 乗車人員 | 年間 降車人員 |
| ------------------ | ------------- | ------------- |
| 1997年（平成09年） | 13,896        | 14,863        |
| 1998年（平成10年） | 12,146        | 13,637        |
| 1999年（平成11年） | 10,962        | 11,710        |
| 2000年（平成12年） | 12,622        | 13,412        |
| 2001年（平成13年） | 12,025        | 13,827        |
| 2002年（平成14年） | 10,958        | 12,725        |
| 2003年（平成15年） | 7,602         | 9,268         |
| 2004年（平成16年） | 6,677         | 7,531         |
| 2005年（平成17年） | 7,803         | 9,139         |
| 2006年（平成18年） | 10,617        | 12,146        |
| 2007年（平成19年） | 12,129        | 15,015        |

## 駅周辺
住宅が多い。
- 島原中央高等学校
- 秩父が浦公園
- 島原技術専門学校
- 国道57号
- 国道251号

## 現状
廃線後もホームは存置されたままである。

## 隣の駅
島原鉄道
島原鉄道線
島原外港駅 - 秩父が浦駅 - 安徳駅